# Benjamín Labatut

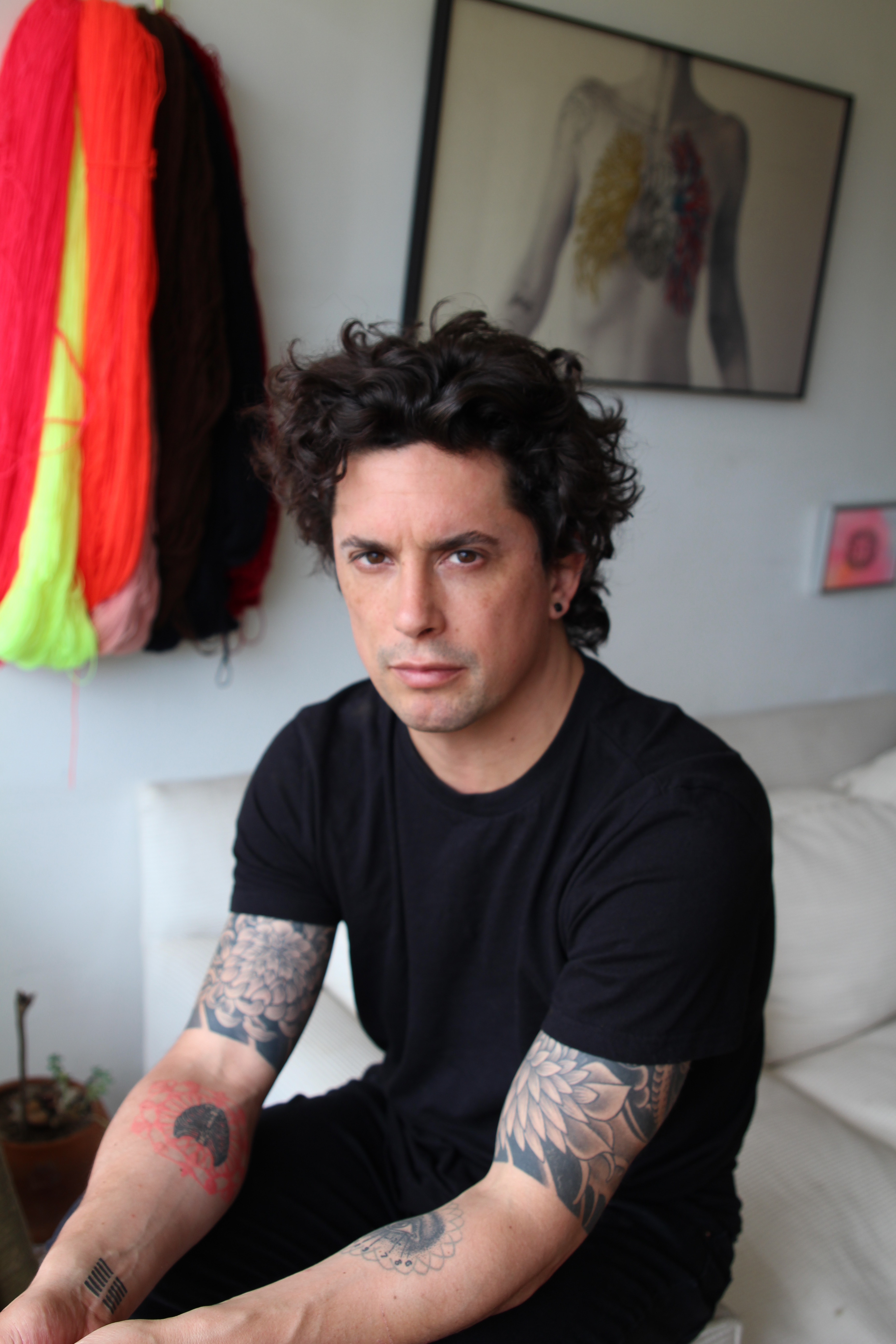
Benjamín Labatut

Benjamín Labatut (Rotterdam, 1980) è uno scrittore cileno.

## Biografia
Nato a Rotterdam nei Paesi Bassi nel 1980, cresce a L'Aia, Buenos Aires e Lima prima di stabilirsi a Santiago del Cile all'età di 14 anni. In questa città studia giornalismo presso la Pontificia università cattolica del Cile.
Ottiene il successo internazionale nel 2021 con il libro Quando abbiamo smesso di capire il mondo, tradotto in decine di lingue e vincitore l'anno successivo del Premio letterario Galileo per la divulgazione scientifica.

## Opere

### Raccolte di racconti
- La Antártica empieza aquí, Madrid, Alfaguara, 2010.

### Romanzi
- Después de la luz, Santiago del Cile, Hueders, 2016.
- Quando abbiamo smesso di capire il mondo (Un verdor terrible, 2020), trad. di Lisa Topi, Collana Fabula n.365, Milano, Adelphi, 2021, ISBN 978-88-45-93518-3.
- Maniac, trad. di Norman Gobetti, Collana Fabula n.395, Milano, Adelphi, 2023, ISBN 978-88-459-3832-0.

### Saggistica
- La pietra della follia (La piedra de la locura, 2021), trad. di Lisa Topi, Collana Microgrammi n.13, Milano, Adelphi, 2021, ISBN 978-88-459-3499-5; Biblioteca minima n.81, Milano, Adelphi, 2024, ISBN 978-88-459-3892-4.